# Rio Tinto Group

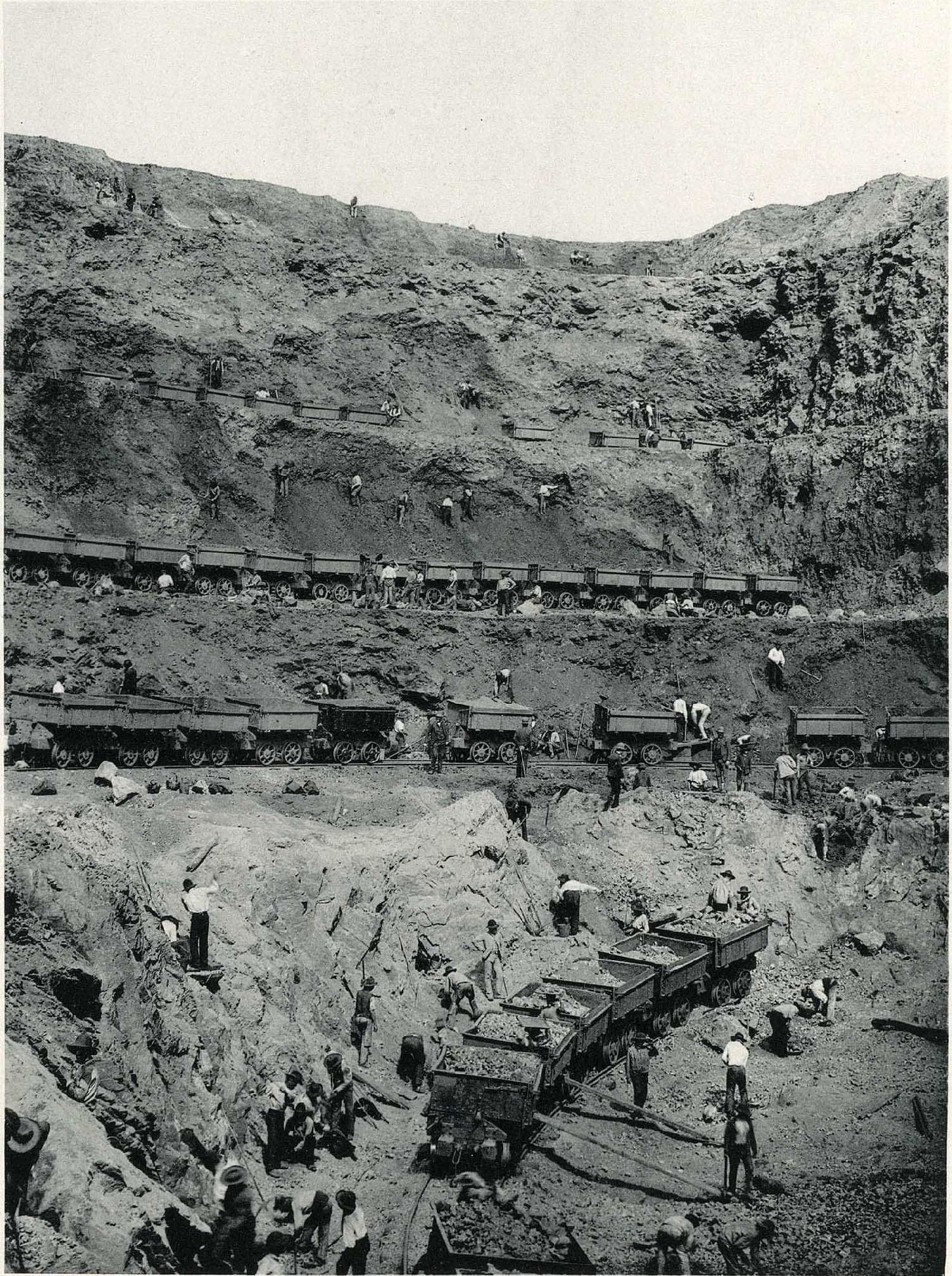
Mijnbouw in Minas de Riotinto (1892).

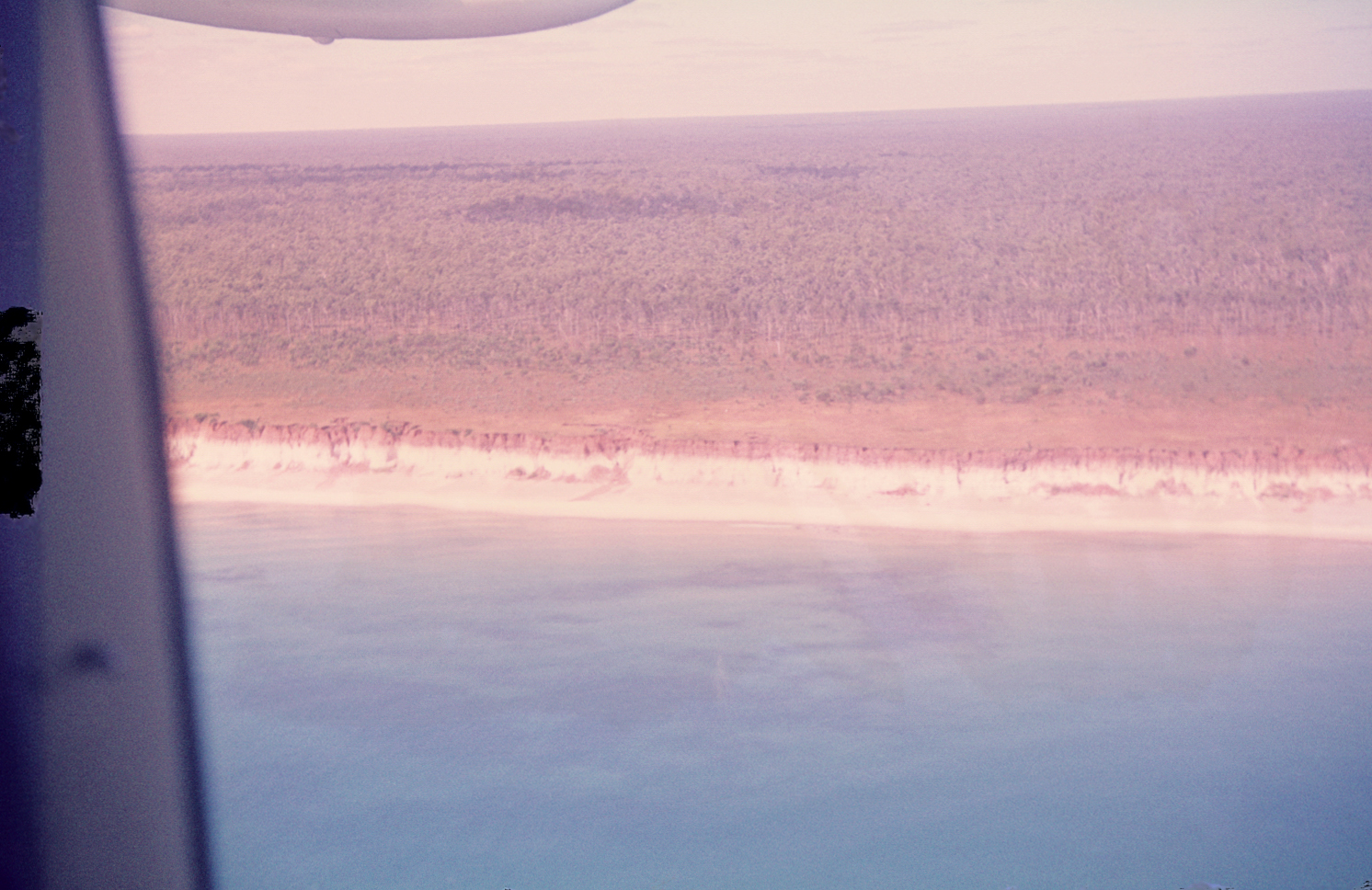
Bauxietafzetting op zandsteen in Australië (1969).

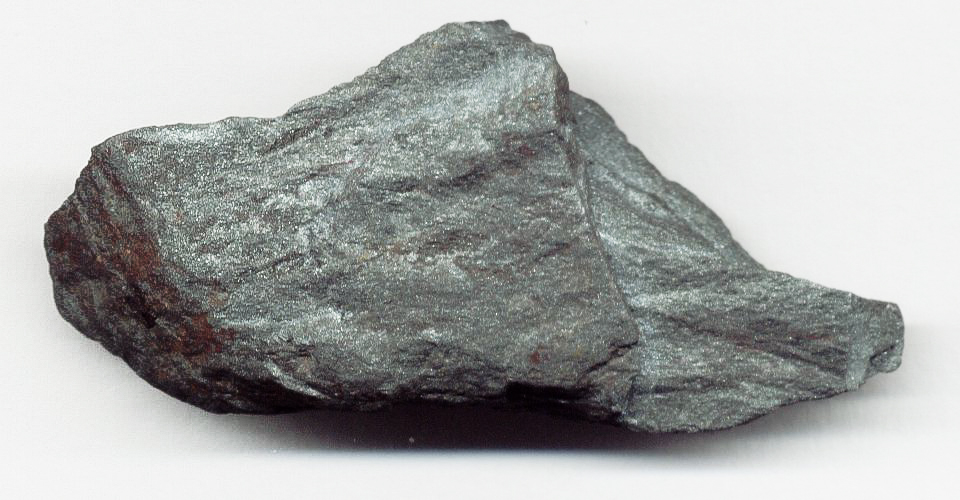
Hematiet-ijzererts uit Brazilië.

Rio Tinto is een Brits-Australische mijnbouwgroep. De groep is de combinatie van het Britse bedrijf Rio Tinto plc en het Australische Rio Tinto Limited. Belangrijke producten van het bedrijf zijn ijzererts, aluminium,  koper en industriële mineralen. Deze delfstoffen worden wereldwijd bovengehaald, maar het zwaartepunt ligt in Australië, Noord-Amerika en Zuid-Amerika. Rio Tinto is een van de grootste mijnbouwbedrijven ter wereld.

## Activiteiten
De activiteiten zijn in vier groepen verdeeld:
- IJzererts: Rio Tinto is een van de drie grootste leveranciers van ijzererts wereldwijd. In 2023 leverde het ruim 330 miljoen ton af voornamelijk uit de mijnen in Pilbara (West-Australië). Deze groep heeft een aandeel in de totale omzet van ongeveer 60%, maar de bijdrage aan het bedrijfsresultaat ligt hoger. In 2023 telde deze groep 16.000 medewerkers.
- Aluminium: het bedrijf is actief in de hele keten. Het levert bauxiet, aluminiumoxide en heeft eigen smelters voor de productie van aluminium. Voor de productie is veel elektriciteit nodig en Rio Tinto heeft eigen elektriciteitscentrales om hierin te voorzien. Deze activiteit vertegenwoordigt zo'n kwart van de omzet. Hier zijn zo'n 15.000 werknemers actief die in 2023 zo'n 55 miljoen bauxiet dolven en 3,3 miljoen aluminium maakten.
- Koper: Het koper wordt onder andere gewonnen in Peru en Chili. In Mongolië heeft het bedrijf fors geïnvesteerd in Oyu Tolgoi, een grote kopermijn. Per jaar levert Rio Tinto zo'n 600.000 ton koper aan de markt. Het aandeel van deze groep in de omzet is ongeveer 12%. Met 8500 medewerkers heeft de groep het minste aantal personeelsleden van de vier. Bij de productie van koper komen ook goud en zilver vrij als bijproducten.
- Mineralen: Hier zijn de overige activiteiten in ondergebracht. Het is een gevarieerd palet van producten zoals diamant, uranium, titaanwit, boraat en zout. Rio Tinto's Dampier Salt is de grootste zoutproducent ter wereld. Diavik is de bestaande diamantmijn in Canada. Deze groep heeft ook een aandeel van 11% in de totale omzet en telt 10.000 personeelsleden.

De Volksrepubliek China is de belangrijkste klant, hier werd in 2023 zo'n 60% van de omzet gerealiseerd. De Verenigde Staten staat op de tweede plaats met 14%, gevolgd door Japan met 7%.
Het bedrijf heeft een gebroken boekjaar dat stopt per 30 juni.

## Geschiedenis
Het Britse Rio Tinto werd in 1873 gevormd om de Rio Tinto-kopermijn bij de rivier Río Tinto in Zuid-Spanje te exploiteren. Deze mijn zou de oudste ter wereld zijn en er werden al grondstoffen bovengehaald in de vroege kopertijd (ca. 5000 v.Chr.). De mijnen bleven steeds in productie ten tijde van achtereenvolgens de Feniciërs, Romeinen, Visigoten, Moren, Spanjaarden en tot in de moderne tijd. Vier jaar eerder had de Spaanse regering besloten de mijn te verkopen. In 1871 deden vier potentiële kopers een bod en een groep Britse investeerders, onder leiding van Hugh Matheson, bracht het beste bod uit. Op 29 maart 1873 werd de Rio Tinto Company geregistreerd als bedrijf met Matheson als voorzitter. Het zwaartepunt van de activiteiten lag in en om de plaats Minas de Riotinto. In 1954 werd twee derde van deze operaties terugverkocht aan de Spaanse regering. Rio Tinto bleef aandeelhouder in Compañia Española de Minas de Río Tinto met een minderheidsbelang.
In 1905 werd in Australië de Consolidated Zinc Corporation opgericht die reststoffen van de zinkmijnen in Broken Hill verwerkte. In 1962 verkreeg het Britse Rio Tinto een meerderheidsaandeel in het bedrijf. Beide bedrijven veranderen van naam in respectievelijk Rio Tinto-Zinc en Conzinc Riotinto of Australia. In 1980 veranderde de naam van deze laatste in CRA Limited.
In 1995 vormden de twee tot dan aparte bedrijven een groep waarbinnen de twee apart bleven. In 1997 wijzigden de twee opnieuw hun namen in de huidige. In 2004 stootte het bedrijf niet-kernactiviteiten af.
In 2006 sloot het bedrijf een samenwerkingsovereenkomst met Ivanhoe Mines om een kopermijn, Oyu Tolgoi, in Mongolië te ontwikkelen. Er volgde een forse investering en in 2011 werd het eerste kopererts naar boven gehaald. In 2012 werd de naam van Ivanhoe Mines in Turquoise Hill Resources. In 2013 kwam de smelter gereed waarmee het erts kon worden verwerkt tot koper. Het begon als dagbouw, maar vanaf 2023 wordt het kopererts ondergronds gewonnen. In 2022 werd Turquoise Hill Resources door Rio Tinto ingelijfd. Met deze overname kreeg Rio Tinto 66% van de aandelen van Oyu Tolgoi in handen, de regering van Mongolië houdt een aandelenbelang van 34%. In 2023 werd zo'n 170.000 ton koper en 175.000 ounce goud geproduceerd en er werkten 21.000 mensen in de mijn en fabrieken.
In juli 2007 deed het een bod op de Canadese aluminiumproducent Alcan van US$ 38 miljard (€ 28 miljard). Twee maanden eerder had het Amerikaanse Alcoa een bod gedaan van US$ 28 miljard, maar Rio Tinto kreeg Alcan in handen door meer te bieden. Alle aluminiumactiviteiten van Rio Tinto en Alcan zijn vervolgens samengebracht en gaan verder onder de nieuwe naam Rio Tinto Alcan en is een van 's werelds grootste aluminiumbedrijven. Het Nederlandse Aluchemie, dat anodes voor de aluminiumindustrie produceert, maakte ook onderdeel uit van Rio Tinto Alcan, maar deze fabriek heeft in december 2021 de productie gestaakt.
Door de overname liep de schuldenlast op tot US$  40 miljard. Om deze te reduceren deed Rio Tinto de verpakkingsactiviteiten van Alcan in de verkoop. Medio 2009 werden de Amerikaanse voedingsverpakkingsactiviteiten verkocht aan Bemis Co voor US$ 1,2 miljard en Amcor Ltd, de grootste maker van plastic flessen ter wereld, nam de Europese- en Aziatische verpakkingsonderdelen over voor US$ 2 miljard. Rio Tinto kocht Alcan op het hoogtepunt van de markt en was in 2011 genoodzaakt US$ 8,9 miljard op de waarde van Alcan af te schrijven.
In dezelfde periode bracht concurrent BHP een bod uit van ongeveer € 95 miljard op Rio Tinto, het bestuur wees het bod af  omdat het te laag werd bevonden. Het Chinese Chinalco en het Amerikaanse Alcoa kochten vervolgens een belang van 12% in Rio Tinto en blokkeerden daarmee een vijandige overname van Rio Tinto.
In 2017 verkocht Rio Tinto het belang in Coal & Allied aan Yancoal Australia voor US$ 2,7 miljard. In 2018 werden de overige mijnbouwactiviteiten met betrekking tot steenkool verkocht.
In november 2020 werd de Argyle diamantmijn in West Australia gesloten. De mijn was 37 jaar in productie en in deze periode werd meer dan 865 miljoen karaat diamant gewonnen. In 1994 bereikte de productie een piek van 42,8 miljoen karaat. Eerst was sprake van dagbouw maar vanaf 2013 ging met ondergronds werken. De mijn stond vooral bekend om zijn roze diamanten. In 2021 werd Rio Tinto de enige eigenaar van de Diavik diamantmijn door het 40% belang van Dominion Diamond Mine over te nemen. In 2025 zal de productie in Diavik ophouden.

## Aandeelhouders
In 1995 besloten de Rio Tinto plc (RTZ) en CRA Limited (CRA) de bedrijfsstructuur te wijzigen. Er kwam één bedrijf waaronder alle activiteiten vallen, maar twee aandelen waarbij RTZ overging naar Rio Tinto plc en CRA werd Rio Tinto Limited. Er zijn vaste aanspraken van de twee aandeelhouders op het mijnbouwbedrijf. De twee aandelen hebben wel een eigen beursnotering, Rio Tinto plc staat genoteerd aan de London Stock Exchange en de New York Stock Exchange. De Rio Tinto Limited aandelen worden verhandeld op de Australian Securities Exchange. Er staan ongeveer driemaal meer aandelen uit van Rio Tinto plc dan Rio Tinto Limited.

## Locaties
Rio Tinto is actief in onder andere:
- Afrika:  Guinee,  Namibië en  Zuid-Afrika.
- Azië:  Indonesië en  Mongolië.
- Europa:  Frankrijk en  Verenigd Koninkrijk.
- Noord-Amerika:  Canada en  Verenigde Staten.
- Oceanië:  Australië en  Nieuw-Zeeland.
- Zuid-Amerika:  Brazilië,  Chili en  Peru.